# Strzyżew (powiat ostrowski)

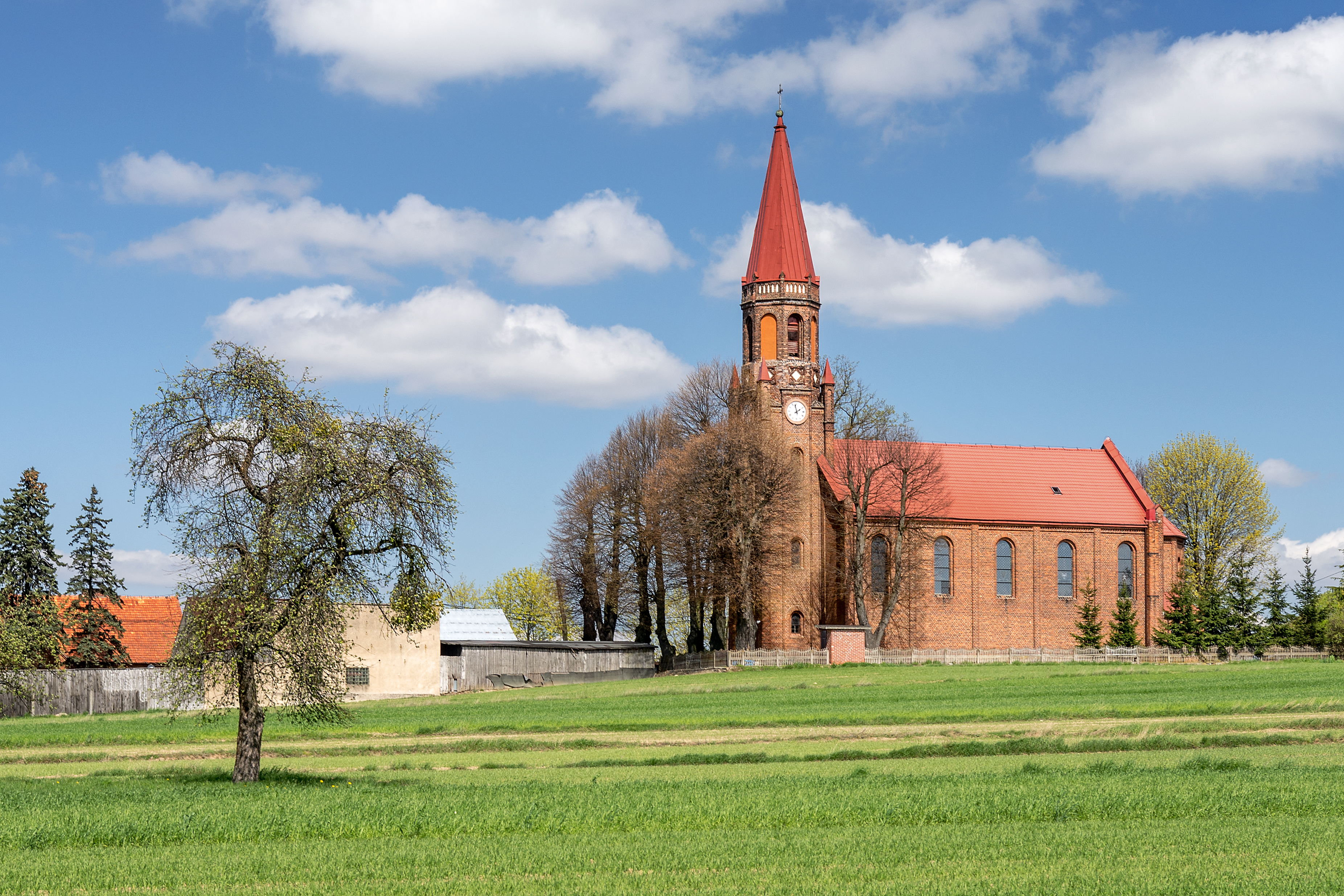
Kościół polskokatolicki Najświętszej Maryi Panny Królowej Polski w Strzyżewie

Strzyżew – wieś w Polsce położona w województwie wielkopolskim, w powiecie ostrowskim, w gminie Sieroszewice.

## Położenie
Strzyżew leży na Wzgórzach Ostrzeszowskich, na wysokości ok. 140 m, nad rzeką Leniwa Barycz, ok. 10 km na południowy wschód od Ostrowa, przy drodze powiatowej Ostrów – Mikstat.
Przez wieś przebiega szlak turystyczny Ołobok – Mikstat – Antonin.

## Historia
Jedna z najstarszych miejscowości powiatu – znana od 1295 r. Była to wówczas wieś królewska. Przynajmniej od początku XVI wieku do końca XVIII wieku wymieniana jest jako miasto. Miejsce zamieszkania matki chrzestnej Fryderyka Chopina Anny Wiesiołowskiej. Kompozytor przebywał w Strzyżewie co najmniej raz, w 1829 r. 1 września 1939 miejscowi Niemcy wystąpili przeciwko strzyżewskim Polakom. W latach 60. i 70. XX w. większa część parafii kotłowskiej, do której należy Strzyżew, przeszła z Kościoła rzymskokatolickiego do Kościoła polskokatolickiego.
Miejscowość przynależała administracyjnie w latach 1932–1934 do powiatu kępińskiego, w latach 1975–1998 do województwa kaliskiego, a w latach 1934–1975 i od 1999 do powiatu ostrowskiego.

## Zabytki
- Kościół polskokatolicki pw. Najświętszej Maryi Panny Królowej Polski, neogotycki, z lat 1873–1875, parafialny
- Pastorówka z II połowy XIX wieku
- Dwór eklektyczny z lat 70. XIX wieku
- Budynek szkolny z 1852 r.
- Budynek szkolny z 1863 r.
- Budynek szkolny z 1885 r.
- Budynek szkolny z lat 1890-1891

## Przyroda
- Obszar Chronionego Krajobrazu Wzgórza Ostrzeszowskie i Kotlina Grabowska
- rezerwat przyrody Majówka
- Las Wielowieś
- Dolina Baryczy

## Części wsi
- Strzyżew – Stara Wieś
- Strzyżew – Kolonia
- Małolepsza
- Lorki
- Strzyżew – Wydarta
- Strzyżówek
- Leśna
- Anny Wiesiołowskiej